# Ex-Lady
Ex-Lady è un film del 1933 diretto da Robert Florey. La sceneggiatura di David Boehm si basa su un lavoro teatrale di Edith Fitzgerald e Robert Riskin mai messo in scena. Il testo era già stato portato sullo schermo due anni prima con un altro film della WB, Illicit, interpretato da Barbara Stanwyck.

## Trama

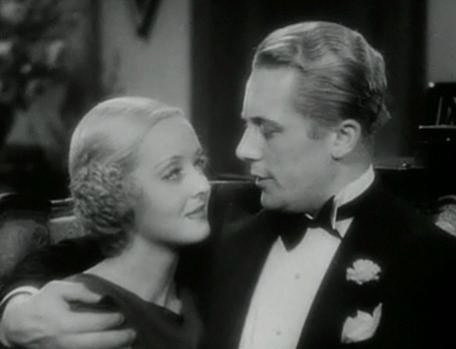
Bette Davis e Gene Raymond

Di idee moderne e progressiste, la bella Helen Bauer è un'artista che non crede nel matrimonio. Ma, quando suo padre condanna lo stile di vita troppo libero sessualmente della figlia e del suo compagno, Don Peterson, i due accettano di sposarsi. Il matrimonio, però, viene vissuto come una costrizione; e, quando Helen scopre che Don si vede con Peggy, un'amica sposata, resta convinta che sia proprio il loro legame a rovinare il loro rapporto e a portarle via l'amato. Così propone di vivere separati pur se ancora amanti. Una notte, però, Don scopre che Helen ha appuntamento con un altro, tale Nick Malvyn. La gelosia lo spinge a ritornare da Peggy. La reazione di Helen è quella di recarsi a casa di Nick che inizia a farle delle avances ben precise, venendo però interrotto dalla venuta di un amico comune. Helen torna a casa, dove trova il marito: i due si riconciliano, concordando sul fatto che non sarà il matrimonio a rovinare il loro amore che è più forte di tutto.

## Produzione
Il film fu prodotto da The Vitaphone Corporation (Warner Bros.) e venne girato nei Warner Brothers Burbank Studios, al 4000 di Warner Boulevard, a Burbank.

### Colonna sonora
- Why Can't This Night Go On Forever?
  - Musica di Isham Jones
- You Know How
  - Parole e musica di Henry H. Tobias e Gordon Clifford
- Karabalí (o anche Jungle Drums o Canto Karabali)
  - Musica di Ernesto Lecuona
- Dich, theure Halle (dal secondo atto del Tannhäuser)
  - Musica di Richard Wagner
- Under My Umbrella
  - Musica di Pete Wendling e George W. Meyer
- I Got Myself in Bad (Being Too Good to You)
  - Musica di Sammy Fain
- I Found My Romance (for Ten Cents a Dance)
  - Musica di Sam H. Stept

## Distribuzione
Distribuito dalla Warner Bros., il film venne presentato in prima il 14 maggio 1933, uscendo nelle sale degli Stati Uniti il giorno seguente. In Brasile, è conosciuto con il titolo Amante do Seu Marido, in Germania con quello di Spätere Heirat ausgeschlossen.
Nel 1992, è stato distribuito in VHS dalla MGM/UA Home Video.